# Hans Rudolph von Langen
Hans Rudolph Langen, ab 1917 von Langen, (* 26. Januar 1863 in Köln; † 19. März 1935 ebenda) war ein deutscher Industrieller und Gutsbesitzer.

## Leben
Hans Rudolph von Langen war ein Sohn von Eugen Langen aus dessen erster Ehe mit Henriette Thurneysen. Er besuchte das Realgymnasium in Köln und studierte von 1884 bis 1888 an den Universitäten Bonn und Freiburg Philologie. 1885 wurde er Mitglied des Corps Hansea Bonn. 1888 wurde er zum Dr. phil. promoviert. Erste berufliche Erfahrungen sammelte er von 1889 bis 1890 als Leiter einer Zuckerfabrik in Java und von 1891 bis 1892 der Albuminefabrik in Leiden. Als Einjährig-Freiwilliger diente er im 2. Rheinischen Husarenregiment Nr. 9, bei dem sein letzter Dienstgrad Oberleutnant der Reserve war. 1893 wurde er Teilhaber der offenen Handelsgesellschaft Pfeifer & Langen und übernahm die Leitung der Zuckerfabrik Euskirchen. Nach Umwandlung der Firma in eine GmbH wurde er deren Geschäftsführer und nach Umwandlung in eine Aktiengesellschaft stellvertretender Vorsitzender des Aufsichtsrates.
Von Langen war Mitbegründer des Gerling-Konzerns und seit 1907 Vorsitzender der Aufsichtsräte der Konzerngesellschaften. Er war Aufsichtsratsmitglied des Rheinischen Aktienvereins für Zuckerfabrikation, des Barmer Bankvereins, der Farbwerke Franz Rasquin AG, der Humboldt-Deutz-Motoren AG und des Evangelischen Krankenhauses in Köln. Dem Vorstand des Dampfkesselüberwachungs-Vereins in Köln gehörte er als stellvertretender Vorsitzender an.
Während des Ersten Weltkrieges war er Vertreter des Landrates des Kreises Adenau. Er war Stadtverordneter und Beigeordneter der Stadt Euskirchen sowie Kreistagsmitglied des Kreises Euskirchen und Kreistagsmitglied und erster Kreisdeputierter des Kreises Adenau.
Er bewirtschaftete ein Gut, den Laufenbacher Hof, bei Fuchshofen.

## Auszeichnungen
- 1917 wurde Hans Rudolph von Langen in den erblichen preußischen Adelsstand erhoben.[2]
- Er war Ehrenmitglied des Bundes Deutscher Geflügelzüchter